# محسن الخياط السماوي
 محسن الخياط شاعر شعبي عراقي من رواد الفترة الستينية، من أعماله أوبريت (المكينة). توفي في مستشفى الحسين في السماوة بعد صراع مع المرضولم يتزوج طوال حياته. حيث كان موظف في وزارة التربية حتى تعرض الى اضطهاد سياسي مما ادى به الى ترك وظيفته ومدينته الى العيش في الصحراء ( بادية السماوة ) لمدة لا تقل عن عشرين عاماً. وكان مظلوم اعلامياً وظهر للأعلام سنة 2018 وتوفي 2020.